# Literatura chineză
Literatura  chineză se extinde în timp la mii de ani în trecut, de la cele mai timpurii înregistrări din arhivele instanțelor judiciare ale dinastiilor timpurii, până la apariția romanelor de ficțiune care au fost scrise în  timpul dinastiei Ming pentru a distra păturile sociale culte din China antică. Introducerea  imprimării cu ajutorul tablelor de lemn, răspândit în timpul dinastiei Tang (618-907), precum și inventarea tiparului cu caractere mobile de Bi Sheng (990-1051) în timpul dinastiei Song (960-1279) au răspândit rapid  cunoștințele prin întreaga China, ca niciodată înainte. În perioada contemporană, autorul Lu Xun (1881-1936) este considerat fondatorul literaturii moderne "baihua" în China.	
Cultura literară a Chinei  a fost un fenomen nu numai cultural, ci și unul politic și economic. Pe lângă o excelență a lecturii și a competențelor de scriere și vorbire, profesiunea de literat deseori permitea funcționarilor să ocupe posturi mai înalte datorită elocvenței, care a contribuit la dezvoltarea a filosofiei chineze. De asemenea, unii împărați au activat cu succes ca poeți și scriitori.
Primele documente scrise în limba chineză, ce pot fi numite literatură, se referă la dinastia Zhou. Și mai vechi sunt inscripțiile oraculare din perioada dinastiei Shang.  La sfârșitul acestor epoci exista un număr mare de lucrări ca tratate filosofice, istorice și colecții de poezie. Unele dintre aceste texte sunt, probabil, din perioada anterioară și ne oferă o incursiune în acele vremuri întunecate. Printre filozofii ale căror texte au, de asemenea, și o valoare literară, sînt Confucius (孔子 Kǒngzi, Maestrul Kong), Lao Zi (老子 Lǎozi, Maestru Lao, Tao Te Ching 道德 经), Zhuangzi (Zhuangzi 庄子, Maestrul Zhuang), Mengzi (孟子 Mencius, Mencius, latină, Maestrul Meng) și Mozi (Mozi 墨子). Chiar și lucrarea Sun Tzu (孙子 Sun Tzu), Arta Războiului (Sun Tzu bingfa 孙子兵 法) este nu numai un manual pentru militari, dar are, de asemenea, și o mare valoare literară. 

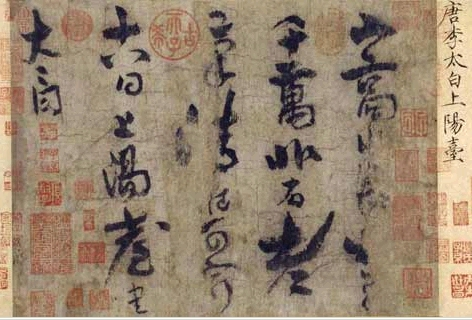
Poezie și caligrafie de Li Bai